# Samarbejdskomiteen for Fred og Sikkerhed
Samarbejdskomiteen for Fred og Sikkerhed (SAK) var en koordinerende organisation for flere fredsgrupper fra 1974 til 2005.

## Historie
Ideen til at stifte en paraplyorganisation for danske fredsorganisationer blev fremsat af Anker Schjerning fra Danmarks Kommunistiske Parti (DKP) under Verdensfredskongressen i oktober 1973.  Organisationen blev stiftet d. 25. februar 1974 med formålet at ”… samle danske organisationer om et bredt samarbejde om freds- og sikkerhedsspørgsmål i den ånd, der kom til udtryk på Verdenskongressen i Moskva i oktober 1973." I et interview i 2012 beskrev Schjerning sig selv som "en drivkraft" i etableringen af SAK, men fremhævede også Ollis Klem fra
Kvindernes Internationale Liga For Fred Og Frihed (dengang Ligaen for Fred og Frihed), Børge Andersen fra Jord- og Betonarbejdernes Fagforening og Svend Hansen fra Internationalt Forum som nøglepersoner i etableringen.
I de første par år lykkedes det ikke SAK at gøre sig bemærket. Organisationens forsøg på at skabe debat om de danske forsvarsforlig i 1970'erne lykkedes ikke, og de formåede heller ikke at skabe modstand mod oprettelsen af CSCE eller opbakning til Verdensfredsrådets "Stockholm-appel" der opfordrede til et forbud mod atom-våben. Derudover havde organisationen i første halvår kun en omsætning på 8176 kr., hvoraf 2500 var betalt af Landsforeningen til samvirke mellem Danmark-Sovjetunionen. Omkring 1977-1978 blev organisationen Dansk Fredskonference opløst og kassebeholdningen overført til SAK.
SAK fik vind i sejlene i 1977, da den amerikanske avis The Washington Post afslørede at USA's regering var i gang med at udvikle neutronbomber, der skulle placeres i Vesteuropa som afskrækkelse. SAK igangsatte en kampagne mod neutronbomberne, der hidtil ikke havde fyldt meget i den offentlige debat, og det lykkedes blandt andet at indsamle over 100.000 underskrifter og at få opbakning til kampagnen fra 230 danske forfattere og prominente politiske skikkelser. På trods af en udmelding fra USA's regering om at den havde sat produktionen af neutronbomber i bero på ubestemt tid, fortsatte SAK deres kampagne, da de ikke mente, at en midlertidig stilstand i produktionen var tilfredsstillende. Da DKP's partiavis Land og Folk offentliggjorde, at NATO's atomnedrustningsudvalg skulle afholde et møde i Frederikshavn, besluttede SAK's arbejdsudvalg at afholde demonstrationer der og i København og Aarhus med over 10.000 deltagere. Ud over demonstrationerne blev der også afholdt en fredskonference i Aalborg og en annoncekampagne i flere landsdækkende aviser.
Kampagnen førte imidlertid også til problemer for SAK. En stor del af protestaktionerne mod neutronbomben blev arrangeret af SAK's arbejdsudvalg, der primært bestod af DKP-medlemmer, uden at de først havde rådført sig med resten af organisationen. Arbejdsudvalget besluttede sig for at gøre modstand mod Danmarks NATO-medlemskab en del af neutronbombe-kampagnen, hvilket ikke faldt i god jord hos nogen af SAK's medlemmer, der var tilhængere af fred, men ikke nødvendigvis imod NATO. Socialdemokraten Lasse Budtz meldte sig ud af SAK's præsidium, og hans partifælle Inge Fischer Møller træk sig som taler ved en demonstration mod neutronbomben. Budtz' udmeldelse var et problem for SAK, der havde ønsket at være en tværpolitisk organisation for at undgå beskyldninger om at organisationen var et kommunistisk foretagende. Flere borgerlige medier skrev kritiske artikler om SAK's tilknytning til DKP og Sovjetunionen. Selv om neutronbombe-kampagnen førte til tabet af Socialdemokratiske medlemmer af SAK anså arbejdsudvalget kampagnen som en succes.
Neutronbombekampagnens succes førte til en større omstrukturering af SAK. Organisationen fik en formel formand, og et kontrolorgan blev etableret der skulle modvirke, at arbejdsudvalget tog beslutninger uden først at konsultere resten af organisationen.

## Indflydelse
SAK's indflydelse svandt imidlertid i takt med en stigende utilfredshed med organisationens politiske afhængighed af DKP.[kilde mangler] DKP's kontrol med SAK betød blandt andet, at SAK ikke ville tage afstand fra den sovjetiske invasion i Afghanistan i december 1979. Samtidig var det en udbredt opfattelse, at SAK udelukkende kritiserede NATO og USA, mens man undlod at kritisere de kommunistiske stater.[kilde mangler] Udviklingen førte til, at en række organisationer først i 1980'erne forlod organisationen – blandt andre Kvinder for Fred. Endvidere blev der som modvægt oprettet en ny fredsorganisation Nej til Atomvåben (NtA), der på nogle områder fortsatte med at samarbejdede med Samarbejdskomiteen og ligesom SAK støttede kravet om Norden som Atomvåbenfri Zone.

## Fodnoter
1. ↑  Ifølge dokumenter fra DKP's arkiver blev Schjerning udsendt til et møde i Verdensfredsrådet for at drøfte oprettelsen af et "dansk fredstiltag" allerede i marts 1973, men forslaget blev først præsenteret for de danske fredsorganisationers repræsentanter under et uformelt møde under Verdensfredskongressen i oktober samme år.'"`UNIQ--ref-00000000-QINU`"''"`UNIQ--ref-00000001-QINU`"'
2. ↑  Disse forsvarsforlig omhandlede blandt andet oprustning mod Sovjetunionen og indkøb af F16-fly.'"`UNIQ--ref-00000006-QINU`"'
3. ↑  Dansk Fredskonference var en anden fredsorganisation, der ligesom SAK tit blev beskyldt for at være et kommunistisk foretagende.'"`UNIQ--ref-0000000A-QINU`"''"`UNIQ--ref-0000000B-QINU`"'
4. ↑  Der hersker en vis uenighed om, hvor SAK fik inspiration til kampagnen fra. I et interview fra 2012 hævdede Anker Schjerning at SAK fik inspiration fra det Interkristlige Fællesråd, en hollandsk organisation, hvilket underbygges af korrespondance mellem dem og SAK.'"`UNIQ--ref-00000010-QINU`"' Dog fremgår det af DKP's egne dokumenter, at den oprindelige idé kom fra Verdensfredsrådet.'"`UNIQ--ref-00000011-QINU`"'
5. ↑  Ifølge DIIS 2005a fik underskriftindsamlingen støtte fra medlemmer af Det Radikale Venstre, Retsforbundet, Socialdemokratiet, Socialistisk Folkeparti, DKP og Venstre-Socialisterne.
6. ↑  Anker Schjerning udtalte i 2012, at han mente, at arbejdsudvalgets modstand ikke var mod NATO som helhed, men mod dens atomplanlægningsgruppe.'"`UNIQ--ref-0000001E-QINU`"' Han udtalte også, at hans manglende konsultation med resten af præsidiet før planlægning af kampagnen mod neutronbomben skyldtes uerfarenhed.'"`UNIQ--ref-0000001F-QINU`"'